# Măgulicea, Arad
Măgulicea este un sat în comuna Vârfurile din județul Arad, Crișana, România.

## Galerie de imagini

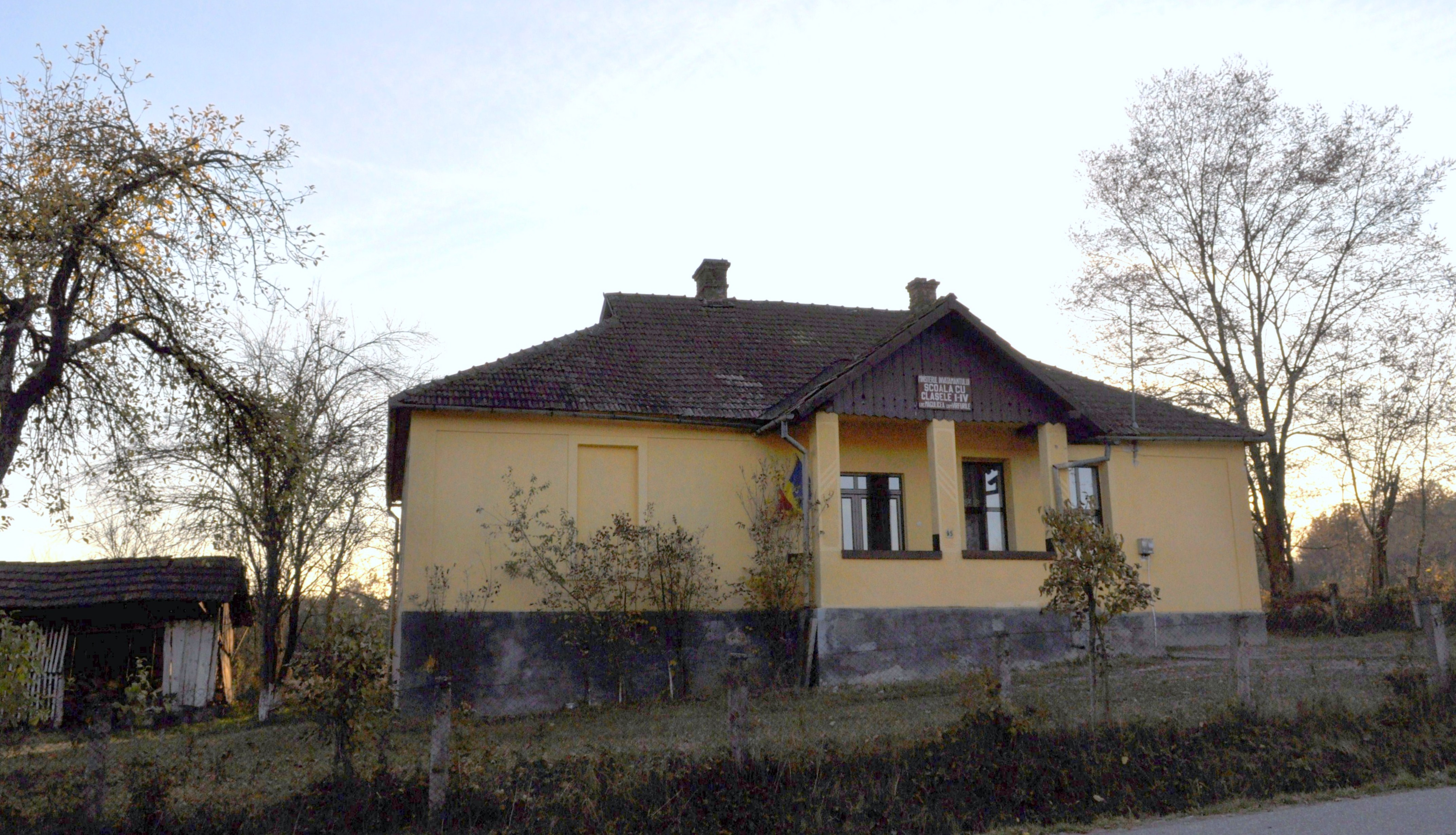
Școala
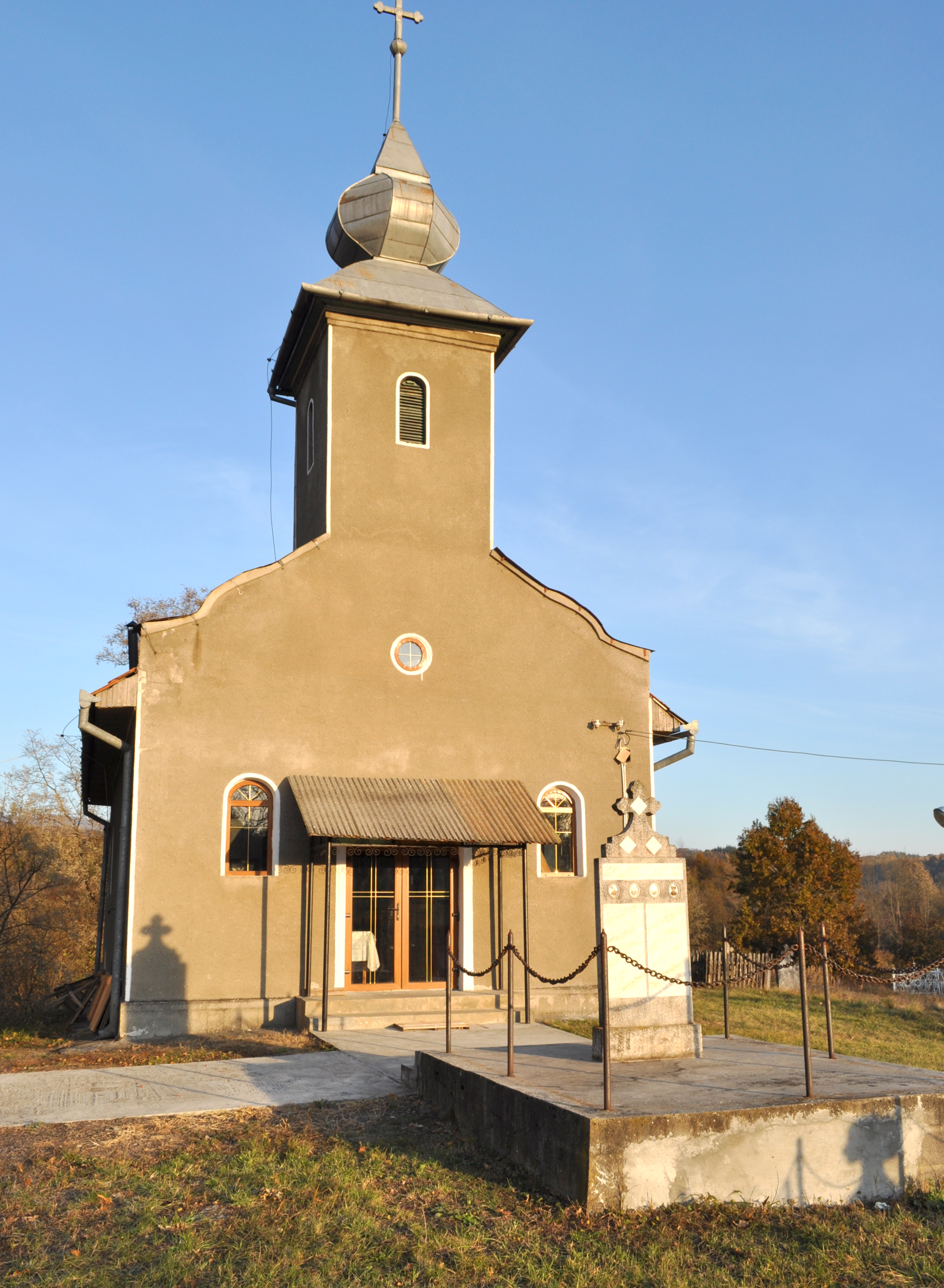
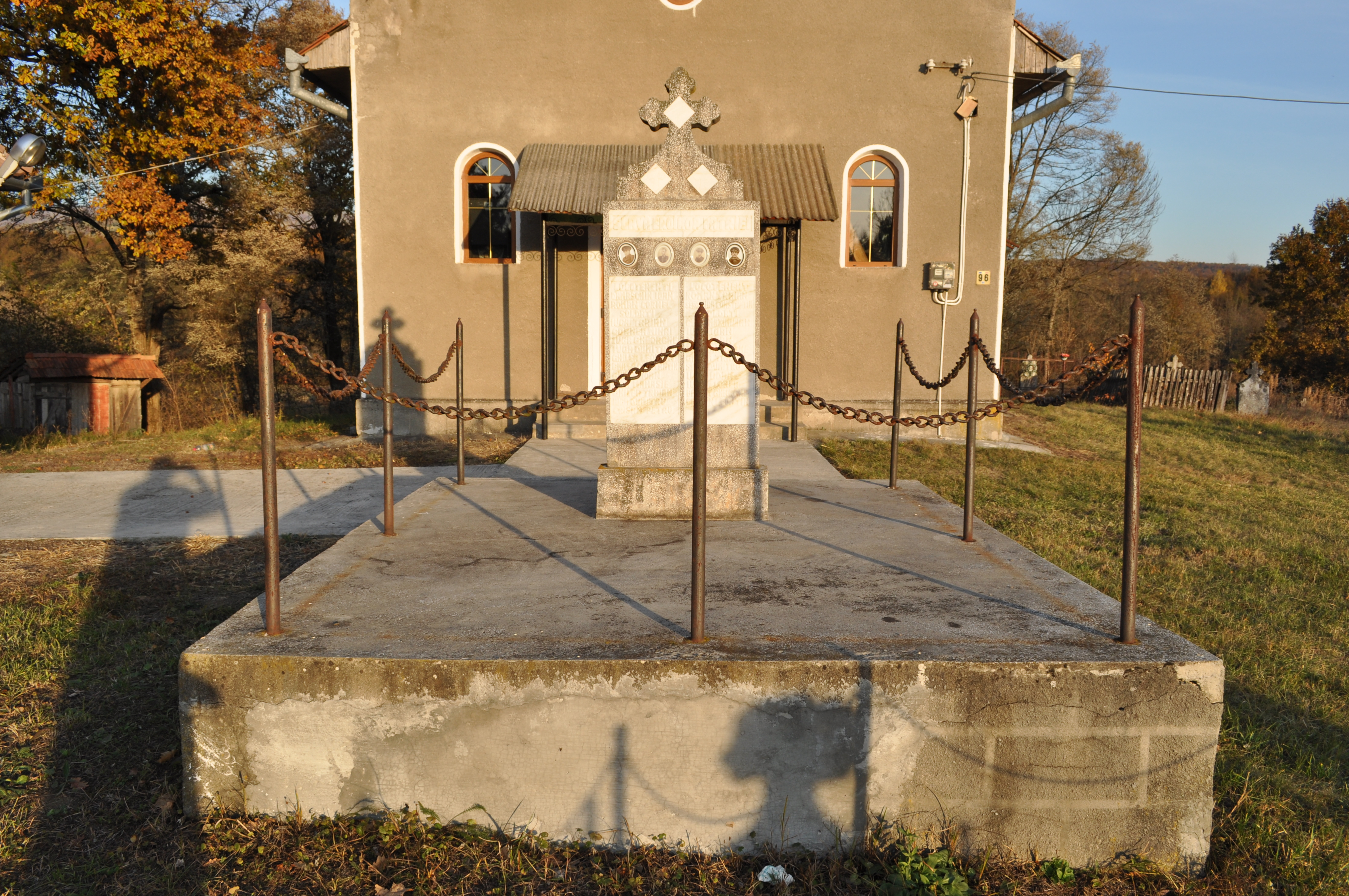
Monumentul Eroilor
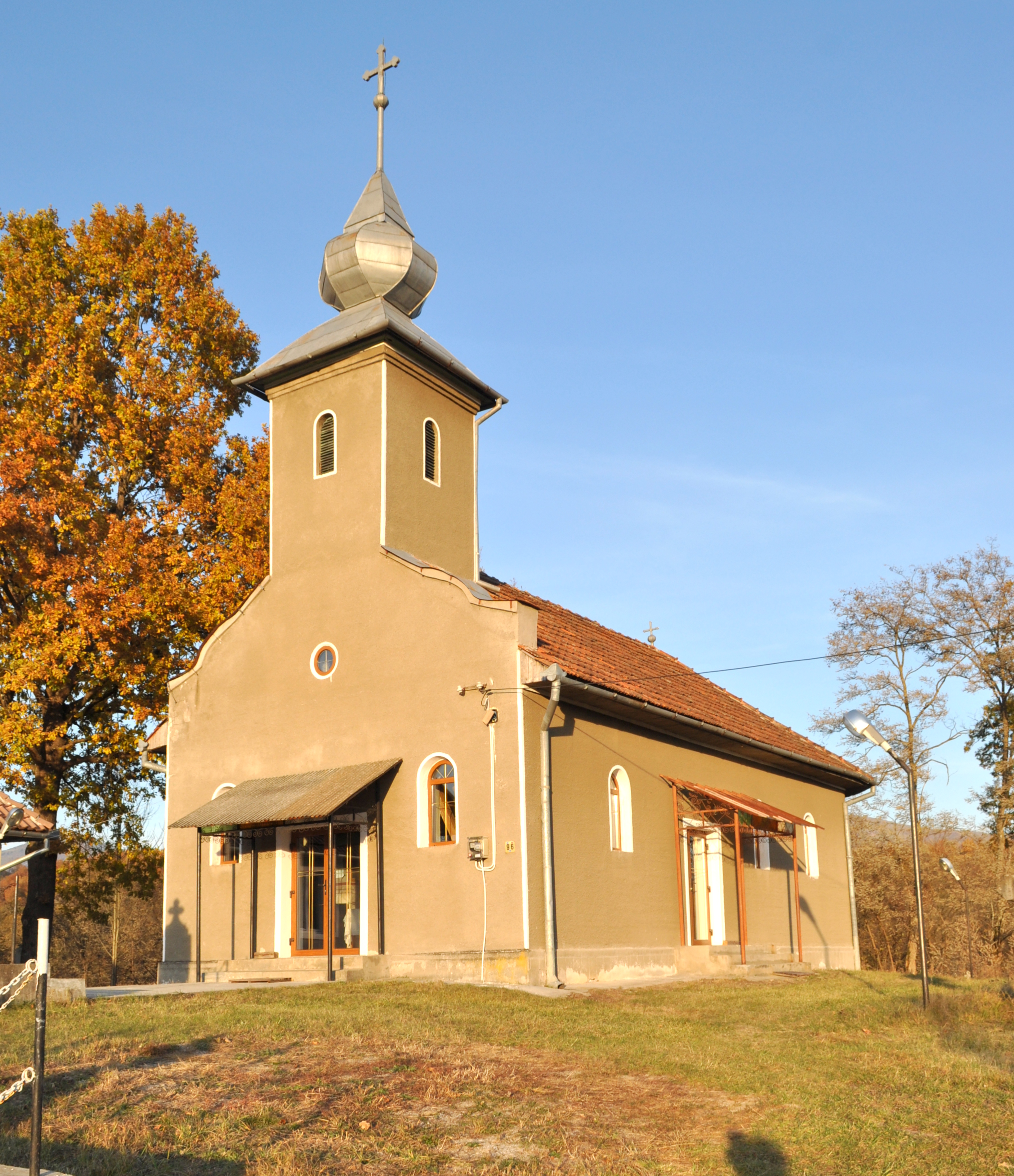